# Batman/Superman Movie: World's Finest
Pour plus de détails, voir Fiche technique et Distribution.
Batman et Superman (Batman/Superman Movie: World's Finest) est un film d'animation américain réalisé par Toshihiko Masuda, sorti en vidéo en 1996.
Ce film est la compilation de trois épisodes (ép. 16 à 18 de la saison 2) de la série télévisée Superman, l'Ange de Metropolis, résumés sous le titre Nec Plus Ultra (World's Finest), ce dernier apparaissant au début du film.

## Synopsis
Un soir à Gotham City, le Joker et Harley Quinn dérobent une statue chez un antiquaire. Celle-ci, sans réelle grande valeur, est en fait un objet fait de kryptonite (le point faible de Superman). Le Joker se rend ensuite à Métropolis afin de conclure un marché avec le milliardaire Lex Luthor : éliminer Superman en l'échange d'un milliard de dollars. Batman et Superman vont ainsi devoir mettre leur force en commun afin de vaincre leurs deux plus redoutables ennemis respectifs...

## Fiche technique
- Titre original : Batman/Superman Movie: World's Finest
- Réalisation : Toshihiko Masuda
- Scénario : Alan Burnett
- Musique : Michael McCuistion
- Production : Alan Burnett, Paul Dini, Jean MacCurdy et Bruce W. Timm
- Société de distribution : Warner Home Video
- Pays de production :  États-Unis
- Langue originale : anglais
- Durée : 64 minutes
- Date de sortie :
  - États-Unis : 6 septembre 1996

## Distribution
- Kevin Conroy (VF : Richard Darbois) : Batman
- Tim Daly (VF : Emmanuel Jacomy) : Superman
- Dana Delany (VF : Véronique Augereau) : Loïs Lane
- Bob Hastings (VF : Jean-Claude Sachot) : le commissaire Jim Gordon
- Efrem Zimbalist Jr. (VF : Jacques Ciron) : Alfred Pennyworth
- Clancy Brown (VF : Alain Dorval) : Lex Luthor
- Mark Hamill (VF : Pierre Hatet) : Le Joker
- Arleen Sorkin (VF : Kelvine Dumour) : Harley Quinn